# Nationaal Monument voor het Reddingswezen
Het Nationaal Monument voor het Reddingswezen is een gedenkteken op het Helden der Zeeplein in de Nederlandse stad Den Helder. Het monument bestaat uit een naald met beiaard en daaromheen een park met een borstbeeld van prins Hendrik. Het is ontworpen door P.L. Kramer, onderdelen zijn gemaakt door Th.A. Vos, J.C. Schultsz en G.J. van der Veen. De naald en de beeldhouwwerken zijn in de stijl van de Amsterdamse School.
De oudste klokken in de beiaard zijn vervaardigd door de Koninklijke Fabriek van Carillons, Torenuurwerken en Luidklokken "Van Bergen", en daarnaast zijn er 19 klokken van latere datum. De drie belangrijkste klokken zijn vernoemd naar drie leden van de koninklijke familie, te weten: toenmalig koningin Wilhelmina, prinses Juliana en prins Hendrik, respectievelijk de man en vader van Wilhelmina en Juliana. Het plein is na de bouw van het monument omgedoopt tot het Helden der Zeeplein, daarvoor heette het Westplein, al wordt er ook gesproken over het Raadhuisplantsoen.

## Geschiedenis
In 1928 gingen er in Den Helder stemmen op om een monument voor onder andere Dorus Rijkers op te richten. Het daadwerkelijk uitgevoerde monument is niet alleen voor Rijkers, maar voor alle reddingswerkers opgericht. De eerste steen voor het Helden der Zee-monument, zoals het ook genoemd wordt, werd gelegd op 2 oktober 1934. Op 4 juni 1935 werd het monument door koningin Wilhelmina ingewijd door het borstbeeld van haar overleden man te onthullen.
In de Tweede Wereldoorlog werden de 30 klokken van het monument door de Duitsers opgeëist als onderdeel van de klokkenvordering. Het schip waarmee de klokken over het IJsselmeer vervoerd werden zonk echter, en na de oorlog werden de klokken teruggevonden en teruggeplaatst. In 1950 werd het carillon voor het eerst na de oorlog weer bespeeld.
Het monument is op 17 februari 1998 ingeschreven in het monumentenregister. Het is verklaard tot rijksmonument omdat het een gaaf bewaard voorbeeld is van een in Amsterdamse School-stijl opgetrokken gedenkteken. Het jaar er op werd het vanwege het 175-jarig bestaan van de Koninklijke Nederlandse Redding Maatschappij gerestaureerd. In 2008 werd de automaat van de beiaard vervangen en in 2018 werd het metselwerk aangepakt en de trap aan de binnenkant veiliger gemaakt.

## Vormgeving
Het monument bestaat uit een taps toelopende naald, opgebouwd uit oranje-geelkleurige bakstenen, staande op een aantal bakstenen terrassen. De naald, of toren, is bovenop voorzien van een bronzen bekroning, met daaronder een gat waarin een beiaard is geplaatst. De beiaard telt 49 klokken. In de vier hoeken zijn glazen hoekstenen geplaatst.
Aan de voet van de naald zijn links en rechts beeltenissen van stuurmannen geplaatst. Ze hebben beide een stuurrad vast en voor hen eindigen de bakstenen terrassen die als gestileerde golven gezien kunnen worden. De twee stuurmannen zijn van de hand van Theo Vos. De tableaus aan de voor- en achterzijde zijn van de hand van Jan Schultsz en Gerrit van der Veen. Aan de westzijde is een allegorische voorstelling van een man die een drenkeling uit een woeste zee redt. Links van deze voorstelling het wapen van Den Helder en rechts een octopus met een duif. De redder en de drenkeling staan boven een tekst, die luidt:

DANKBAAR NEDERLAND

VOOR DEN ARBEID DER

REDDINGMAATSCHAPPYEN
Aan de oostzijde van de naald is een andere voorstelling aangebracht. Op dat reliëf staat een reddingsboot met zeven man aan bemanning erin. Aan een zijde van de boot het Rijkswapen. Aan de andere zijde een wapen met reddingsboei en een anker. Onder de centrale voorstelling staat de tekst:

HET NEDERLANDSCHE VOLK

AAN ZIJN REDDERS TER ZEE
Boven de reddingsboei en het anker is eveneens een tekst geplaatst: MOED VOLHARDING ZELFOPOFFERING.
Aan deze zijde is geheel rechts de eerste steen gelegd. Deze eerste steen is van graniet en heeft het opschrift PB 2 OCT 1934.
Het borstbeeld van prins Hendrik maakt ook deel uit van het monument, maar is er niet direct mee verbonden. Het is gemaakt door Gerrit van der Veen en is geplaatst op een bakstenen muur. Aan weerszijden van het borstbeeld is een tekstplaat geplaatst. Op de linker plaatst staat de tekst: Prins Hendrik der Nederlanden 1876 op de andere plaatst staat te lezen: Beschermheer van het Reddingwezen 1934. 

### Park
Om de naald heen is een plantsoen met parkaanleg ontworpen. Ook dit plantsoen maakt deel uit van het rijksmonument. Aan de oostzijde is op het uiteinde een bakstenen balustrade geplaatst. Daarnaast begint het Helders Kanaal, een zijtak van het Noordhollandsch Kanaal. In het midden van deze balustrade is ook het monument voor Prins Hendrik geplaatst, met struikgewas eromheen.